# جوناثان هولاند
جوناثان هولاند (بالإنجليزية: Jonathan Holland)‏ (15 يوليو 1978 مالطا - ) هو لاعب كرة قدم مالطي يلعب كلاعب وسط.

## وصلات خارجية
- جوناثان هولاند على موقع قاعدة بيانات كرة القدم.إي يو (الإنجليزية)
- جوناثان هولاند على موقع ناشيونال فوتبول تيمز (الإنجليزية)
- جوناثان هولاند على موقع عالم كرة القدم.نت (الإنجليزية)